# Pajna Zoltán Árpád
Pajna Zoltán Árpád (Debrecen, 1959. április 19. –) magyar politikus, 2014-től a Hajdú-Bihar Megyei Közgyűlés elnöke és 2019-től a MÖOSZ (Megyei Önkormányzatok Országos Szövetsége) elnöke.
Debrecenben született 1959. április 19-én. Általános, középfokú valamint felsőfokú tanulmányait Debrecenben végezte el. 1983-ban magasépítési üzemmérnök diplomát szerzett az Ybl Miklós Építőipari Műszaki Főiskolán. 1979-1994 között kivitelezőként dolgozott, végigjárva a ranglétrát. 1994-1998 közti időszakban a biztosító szakmában helyezkedett el, mint fiókvezető.
A rendszerszerváltás idején 1989-ben lépett be a Magyar Demokrata Fórumba (MDF). Az első szabad választáson megyei kampányfőnök, később a debreceni szervezet elnöke, Hajdú-Bihar megyei elnök, az országos választmány tagja, az MDF Jelölő Bizottságának elnöke, majd a MÖOSZ elnöke. 1996-ban alapító tagja a Magyar Demokrata Néppártnak, majd alelnöke. 1998-tól tagja lett a FIDESZ MPP-nek, ezt követően a megyei választmány tagja.
1994-1998 között Debrecen Megyei Jogú Város önkormányzati képviselőjeként tevékenykedett, majd 1998-tól a testület alakuló ülésén alpolgármesterré választották. Megbízatása során, mintegy 16 éven keresztül a lakosság érdekeinek szolgálva végezte munkáját. Ennek köszönhetően 2009-ben „Az év alpolgármestere” díjban részesült, majd 2010. március 15-én a Nemzeti Fejlesztési és Gazdasági Miniszter által adományozott Pro Régió Díj is birtokába került. 2010-2011 között az Észak-Alföldi Regionális Fejlesztési Tanács elnöke, majd 2014-től kezdődően Hajdú-Bihar Vármegye Önkormányzatának elnöke. Politikusként módjában és lehetőségében áll Hajdú-Bihar vármegye gazdasági életét és az itt élők életminőségét javítani.
A 2019-2024-es időszakra vonatkozóan a Megyei Önkormányzatok Országos Szövetsége elnökének választották. A szervezet élén a vármegyei önkormányzatok érdekeit védi és képviseli, valamint szerepet vállal a vármegyei és más önkormányzatok közötti kapcsolatok fejlesztésében. Továbbiakban a 2020. június 10-i ülésen történt megválasztása óta az Önkormányzatok Nemzeti Együttműködési Tanácsa társelnöki pozícióját töltötte be, a rotációs elv alapján 2021. január 14-ig. Mindemellett számos Monitoring Bizottság munkájában is részt vesz (Partnerségi Megállapodás, Gazdaságfejlesztési és Innovációs Operatív Program, Integrált Közlekedésfejlesztési Operatív Program), nyomon követi, véleményezi, észrevételeivel gazdagítja a projektek során született dokumentumokat.

## Tanulmányok
1983. magasépítési üzemmérnök / Ybl Miklós Építőipari Műszaki Főiskola
1977. gimnáziumi érettségi / Fazekas Mihály Gimnázium - Debrecen

## Választástörténete
| választás                         |                                                      | Párt        | Szavazatszám  | mandátum |
| --------------------------------- | ---------------------------------------------------- | ----------- | ------------- | -------- |
| 1994. évi önkormányzati választás | Debrecen 28. számú települési egyéni választókerület | MDF-KDNP    | 298 (19.,99%) | nem      |
| 1994. évi önkormányzati választás | Debreceni települési kompenzációs lista              | MDF-KDNP    |               | igen     |
| 1998. évi önkormányzati választás | Debrecen 26. számú települési egyéni választókerület | Fidesz      | 467 (36,46%)  | igen     |
| 2002. évi önkormányzati választás | Debrecen 26. számú települési egyéni választókerület | Fidesz-MDF  | 1975 (58,97%) | igen     |
| 2006. évi önkormányzati választás | Debrecen 26. számú települési egyéni választókerület | Fidesz      | 2540 (66,47%) | igen     |
| 2010. évi önkormányzati választás | Debrecen 22. számú települési egyéni választókerület | Fidesz-KDNP | 1994 (66,40%) | igen     |
| 2014. évi önkormányzati választás | Hajdú–Bihar megyei közgyűlés                         | Fidesz-KDNP |               | igen     |
| 2019. évi önkormányzati választás | Hajdú–Bihar megyei közgyűlés                         | Fidesz-KDNP |               | igen     |
| 2024. évi önkormányzati választás | Hajdú–Bihar megyei közgyűlés                         | Fidesz-KDNP |               | igen     |

## Kitüntetések
- „Az év alpolgármestere” – 2009.
- Nemzeti Fejlesztési és Gazdasági Miniszter által adományozott Pro Régió Díj – 2010. március 15.
- Magyar Érdemrend Tisztikereszt – 2023. augusztus 17.